# Herman II van Baden
Herman II van Baden (circa 1060 – 7 oktober 1130) was vanaf 1112 de eerste markgraaf van Baden.

## Levensloop
Hij was de zoon van Herman I van Baden en een zekere Judith, wier afkomst onbekend is. Zijn vader behoorde tot de familie Zähringen en zijn grootvader Berthold van Zähringen was hertog van Karinthië en markgraaf van Verona.
In 1087 werd Herman II benoemd tot graaf van Breisgau en rond het jaar 1100 tot markgraaf van Limburg. In 1098 kreeg hij de voogdij over de stad Baden-Baden en de proosdij van Seltz. Ook liet hij het kasteel van Hohenbaden bouwen. Toen dit in 1112 af was, liet Herman zich uitroepen tot markgraaf van Baden. Ook noemde hij zichzelf markgraaf van Verona, hoewel hij deze titel nooit officieel gekregen had. Hij richtte samen met zijn vrouw Judith van Hohenstaufen de abdij van Backnang op, wat de grafkelder zou worden van zijn familie. Na de dood van zijn vrouw in 1123 schonk Herman ook enkele bezittingen aan het klooster. In 1130 overleed hij.
Met zijn vrouw Judith kreeg Herman twee kinderen:
- Herman III (1105-1160), vanaf 1130 markgraaf van Baden.
- Judith (gestorven in 1162), gehuwd met Ulrich I van Karinthië.